# Thanh Phong, Bộc Dương
Huyện Thanh Phong là một huyện của Bộc Dương, Hà Nam, Cộng hòa Nhân dân Trung Hoa. Trong thời nhà Hán, huyện Đông Khưu (giản thể: 顿丘; phồn thể: 頓丘) nằm ở trong khu vực này, có thể là về phía tây nam của huyện Thanh Phong ngày nay. Vào thời đó, nó là một phần của Đông quận (giản thể: 东郡; phồn thể: 東郡). Tào Tháo đã là thái thú của Đông Khưu, sau khi ông được phong Bắc Đô Úy (北都尉) của Lạc Dương (kinh đô thời đó).